# Bob Carey
Robert "Bob" Carey, född den 28 september 1904 i Anderson, Indiana, död den 16 april 1933 i Gardena, Kalifornien, var en amerikansk racerförare.

## Racingkarriär
Carey vann det amerikanska nationella mästerskapet för formelbilar säsongen 1932, efter att ha vunnit i Detroit och Syracuse. Han slutade på fjärde plats i Indianapolis 500 samma år, och sågs som en potentiell superstjärna efter sin imponerande debutsäsong. Carey förolyckades dock redan i april 1933, i en mindre tävling på Ascot Park i Kalifornien.